# Ganoxanthus
Ganoxanthus is een geslacht van kevers uit de familie  
kniptorren (Elateridae).
Het geslacht is voor het eerst wetenschappelijk beschreven in 1929 door Fleutiaux.

## Soorten
Het geslacht omvat de volgende soorten:
- Ganoxanthus brendelli Schimmel, 2003
- Ganoxanthus catei Schimmel, 2003
- Ganoxanthus decorus Schimmel, 2003
- Ganoxanthus duporti Fleutiaux, 1918
- Ganoxanthus janmari Schimmel, 2003
- Ganoxanthus propinquus Fleutiaux, 1928
- Ganoxanthus quadriguttatus Miwa, 1927
- Ganoxanthus quadrimaculatus Schimmel, 2003
- Ganoxanthus sexmaculatus Schimmel, 2003
- Ganoxanthus thailandicus Schimmel, 2003
- Ganoxanthus vanstallei Schimmel, 2003
- Ganoxanthus virgatus (Candèze, 1859)
- Ganoxanthus vitalisi Fleutiaux, 1918